# Knut Haugland
Knut Magne Haugland (Tinn, 23 september 1917 - Oslo, 25 december 2009) was een Noorse verzetsstrijder tijdens de Tweede Wereldoorlog – een van de zogenaamde "helden van Telemark" die in 1943 een zwaar-waterfabriek opbliezen. Ook nam hij in 1947 deel aan de Kon-Tiki expeditie van Thor Heyerdahl.
Voor zijn verzetsdaden kreeg hij in 1943 het Noorse Oorlogskruis en de Britse Orde van Voorname Dienst en Military Medal en in 1944 kreeg hij het Franse Legioen van Eer en Croix de Guerre met palm. In 1988 werd hij benoemd tot ridder eerste klasse in de Noorse Orde van Sint-Olaf voor zijn verdiensten als museumbestuurder.

## Tweede Wereldoorlog
Haugland volgde een officiersopleiding en had tijdens de Duitse invasie van Noorwegen in 1940 het commando over de radiotelegrafie-eenheid van een Noorse artilleriebataljon. Na de bezetting raakte hij betrokken bij het verzet. Op 7 augustus 1941 werd hij gearresteerd door de Noorse politie maar wist te vluchten, eerst naar Zweden en van daaruit naar Groot-Brittannië, waar hij zich bij de Noorse Linge-compagnie (Kompani Linge) voegde.

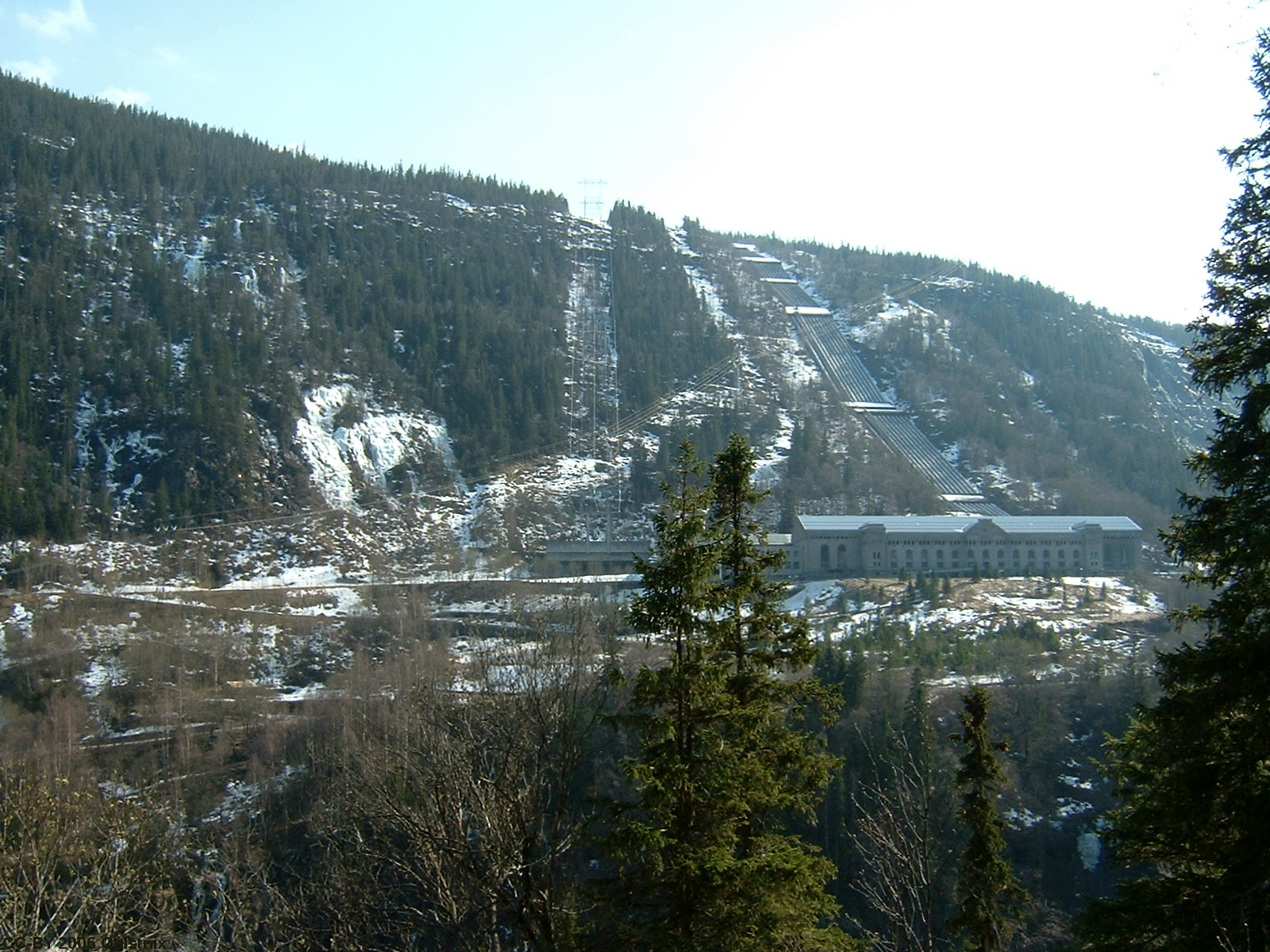
Het Vemork-complex. Haugland nam hier in 1942 deel aan een sabotageactie om te voorkomen dat de Duitsers een atoombom zouden ontwikkelen

Hij was een van de vier Noorse commando's van de Linge-compagnie die in 1942 een verkenningsactie uitvoerden als deel van Operatie Freshman, een sabotageaanval op de zwaar-waterfabriek in Vemork. Het zwaar water dat in deze fabriek geproduceerd werd was noodzakelijk voor de productie van een Duitse atoombom.
Haugland en de drie andere commando's maakten op 19 oktober 1942 een parachutelanding op de onherbergzame hoogvlakte Hardangervidda. De verkenningsmissie duurde lang, mede doordat het team op een verkeerde plaats was gedropt en de leden tijdens hun tocht naar de fabriek uit de koers waren geraakt. Uiteindelijk slaagde het team er in informatie over de fabriek en de bewaking ervan door te geven. De operatie eindigde echter in een catastrofe toen de zweefvliegtuigen met de Britse soldaten verongelukten en de Britten werden standrechtelijk geëxecuteerd door de Duitsers.
Na de mislukte actie moesten Haugland en de andere drie leden van zijn team overwinteren in een hut op de Hardangervidda. In februari 1943 werden ze versterkt met zes andere leden van de Linge-compagnie en wisten op 28 februari het fabrieksterrein binnen te dringen en de zwaarwatercellen tot ontploffing te brengen, waarbij 900 kilo zwaar water vernietigd werd (zie verder Operatie Gunnerside).
Na de sabotageactie hield Haugland zich twee maanden schuil op de Hardangervidda. Hierna ging hij naar Oslo om daar radiotelegrafisten van het verzet op te leiden. In augustus 1943 reisde hij via Zweden naar Londen om nieuwe radioonderdelen aan te schaffen. Ook volgde hij een cursus radiotelegrafie bij de Noorse brigade gelegerd in de Schotse plaats Dumfries, waarbij hij Thor Heyerdahl ontmoette.
Haugland keerde op 18 november terug naar Noorwegen en werd kort daarna gearresteerd door de Gestapo in Kongsberg. Hij wist echter te ontsnappen en ging verder met het opleiden van radiotelegrafisten in Oslo. Haugland had ook een radiozender verborgen in de bevallingskliniek van het Rikshospitalet-ziekenhuis in Oslo. Deze werd echter ontdekt en op 1 april 1944 werd het gebouw omsingeld door de Duitsers. Haugland wist al schietend te ontsnappen en vluchtte nogmaals via Zweden naar Groot-Brittannië.
Na de oorlog diende hij in het Noorse leger, onder meer als hoofd elektronische inlichtingen in Noord-Noorwegen. Hij kreeg in 1977 de rang van luitenant-kolonel.
Een stokoude Haugland was te zien in de BBC-documentaireserie The Real Heroes of Telemark (2003). De serie had het doel een meer nauwkeurig beeld van de gebeurtenissen te schetsen dan de Hollywood-film The Heroes of Telemark (1963). Haugland was ook te zien in de National Geographic-serie Untold Stories of World War II (1998).

## Kon-Tiki

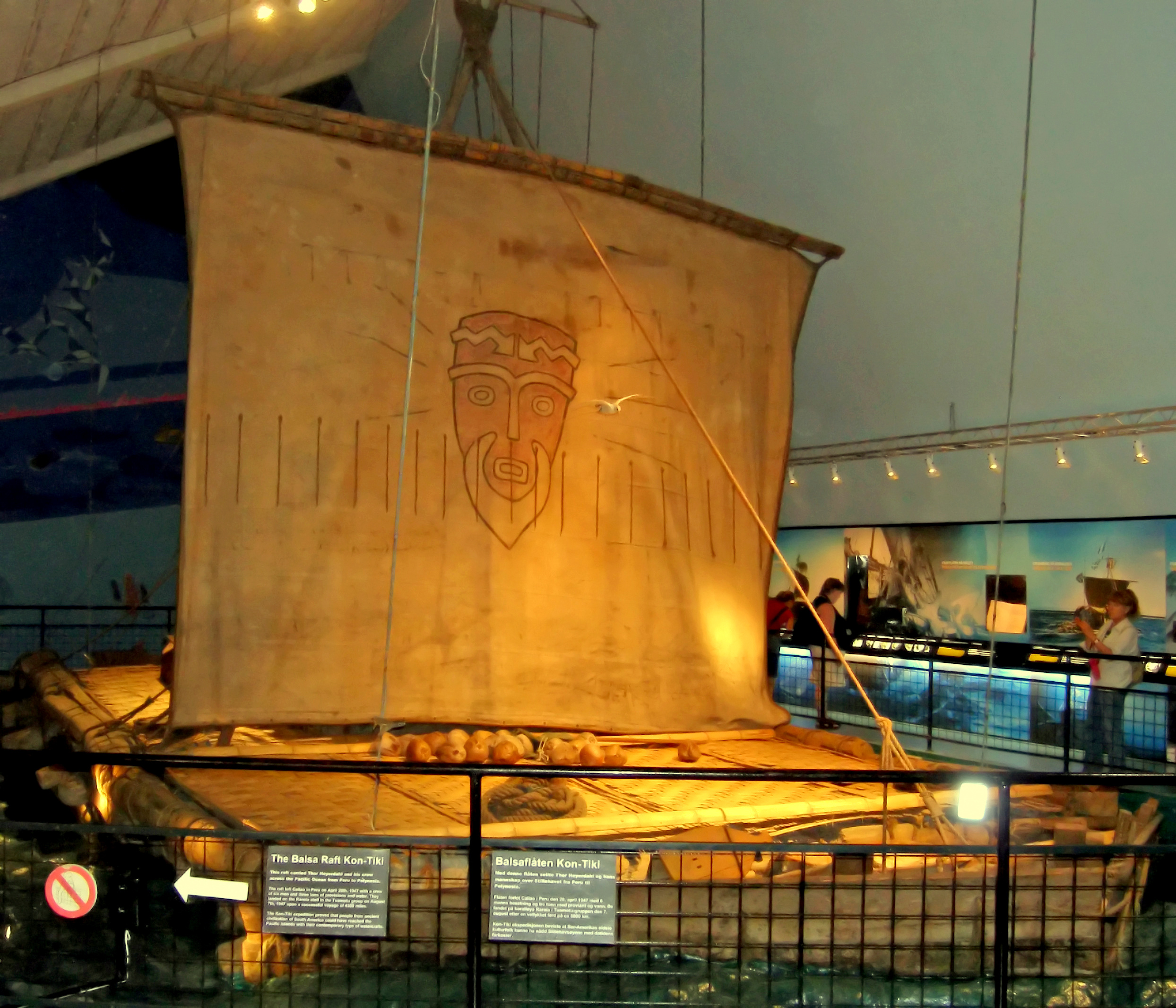
De Kon-Tiki in het Kon-Tiki-museum

Haugland had al bij zijn eerste ontmoeting met Thor Heyerdahl in 1943 met hem gediscusseerd over zijn theorieën over migratie vanuit Zuid-Amerika naar Polynesië en zijn plannen om de Stille Oceaan over te steken op een vlot van balsahout.
In 1947 werd Haugland door Heyerdahl uitgenodigd om deel te nemen aan zijn Kon-Tiki-expeditie als radiotelegrafist, en kreeg hiervoor toestemming van het Noorse leger. Tijdens de expeditie van 101 dagen wisten Haugland en de tweede radiotelegrafist, Torstein Raaby, contact te leggen met zendamateurs in Noorwegen met het verzoek een telegram naar koning Haakon VII te sturen om hem met zijn 75e verjaardag te feliciteren.
Tijdens de reis redde Haugland het leven van een ander bemanningslid, Herman Watzinger. Watzinger was overboord gevallen en kon door de sterke stroming het vlot niet meer bereiken. Haugland bond zich hierop met een touw vast aan het vlot en sprong in het water om Watzinger te redden.
Haugland was te zien in de met een Oscar bekroonde film die Heyerdahl maakte over de expeditie, Kon-Tiki (1950).
Na de expeditie nam Haugland samen met Heyerdahl het initiatief tot het bouwen van een Kon-Tiki-museum in Oslo en diende van 1949 tot 1960 als eerste directeur van het museum. Hij diende ook als directeur van het Noorse verzetsmuseum (Norsk Hjemmefrontmuseum) van 1963 tot 1983.
Haugland was de langst levende deelnemer van de expeditie.